# Párizsi iskola

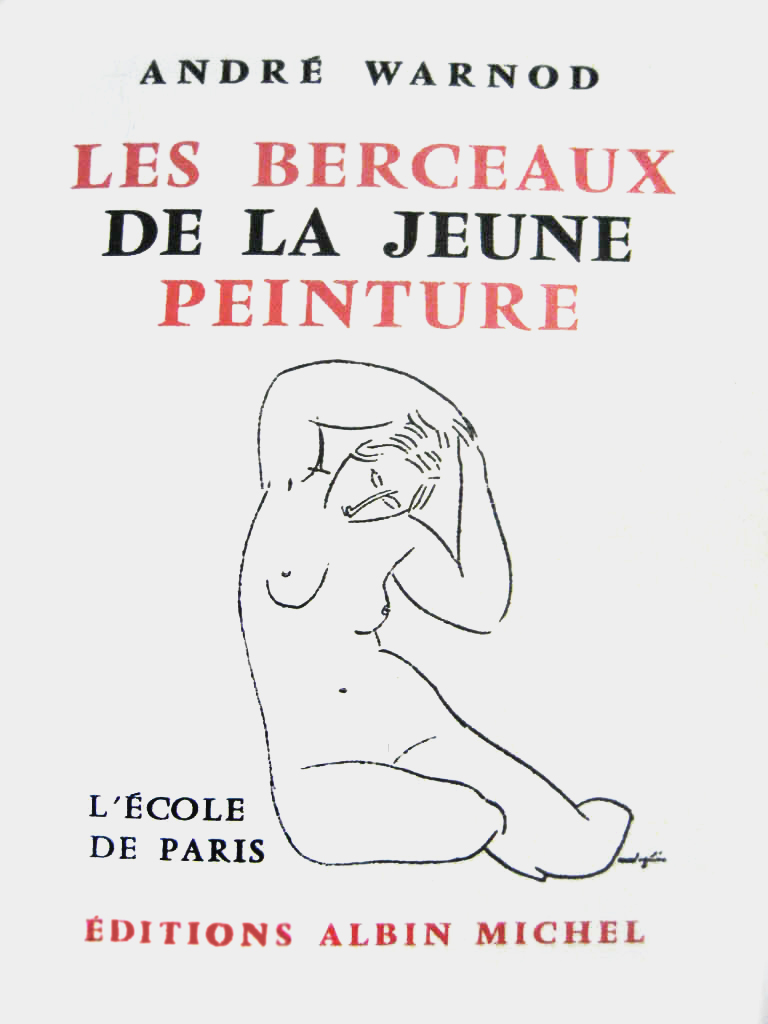
A. Warnod könyve: A fiatal festők bölcsője : L'École de Paris. Paris, 1925.

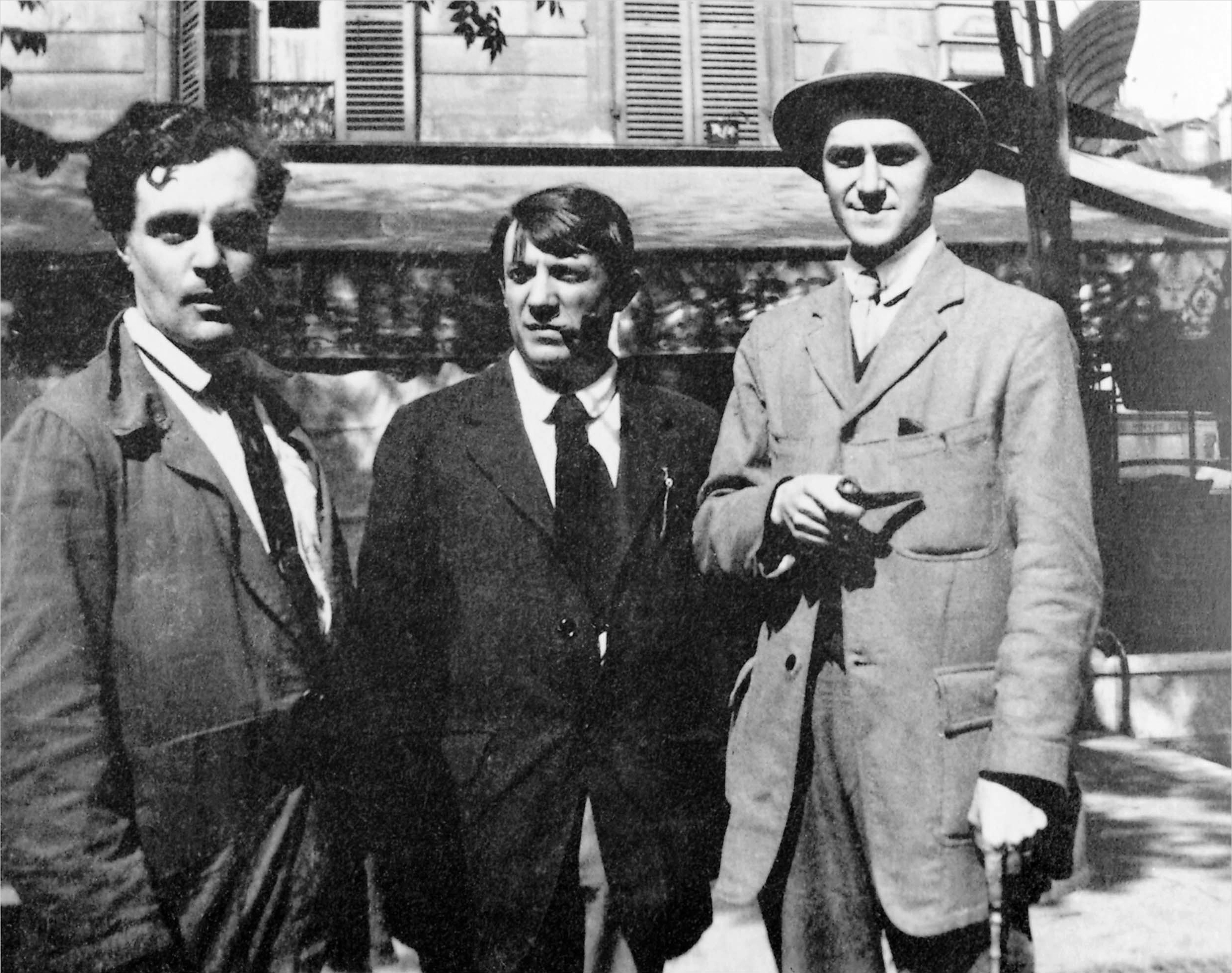
Amedeo Modigliani, Pablo Picasso, André Salmon (1916)

A párizsi iskola (École de Paris) a 20. században Párizsban alkotó, de nem francia származású képzőművészek elnevezése, akik közül sokan kifejezetten nem csatlakoztak egyik avantgárd képzőművészeti irányzathoz (posztimpresszionizmus, kubizmus, expresszionizmus, szürrealizmus, absztrakt expresszionizmus) sem, bár művészetüket sokban befolyásolta.

## Története
Nem egy konkrét művésztelepről, képzőművészeti iskoláról van szó, hanem a hazaiak mellé Párizsban gyülekező külföldiekről, akik Párizsban, a képzőművészetek Mekkájában keresték boldogulásukat. Úgy gondolták, hogy itt kaphatnak legnagyobb elismerést és anyagi boldogulást, hiszen hazájukban igen kevés műtárgyat vásároltak, Párizsban pedig számos műkereskedő tevékenykedett, aki az Új világgal is intenzív kapcsolatot tartott fenn. A Párizsba érkezők közül sokan a faji üldöztetés elől is menekültek, például a zsidó származásúak a cári Oroszországból.
A két világháború közt a faji üldöztetés mellett előtérbe került a politikai menekülés is a hitleri Németország és befolyási övezetének területeiről. Több turnusban érkeztek a művészek Párizsba, a 20. század első két évtizedében főleg a boldogulás miatt. A két világháború közt faji és politikai üldöztetés miatt Németország, Oroszország, Spanyolország, Olaszország, Kelet-Európa területeiről.
A második világháború után szintén jelentkezett menekült hullám, amely a művészek körében is jelentkezett. Sokan honosították magukat, s letelepedtek Franciaországban, de voltak, akik Svájcba, Angliába vagy az Egyesült Államokba mentek tovább. Az egyéni sorsok nagyon különbözőképpen alakultak, de a párizsi modern képzőművészet megismerése összekötötte az alkotókat. Szoros kapcsolatot ápoltak egymással és a párizsi művészekkel. A nem francia művészettörténészek a franciaországi születésű franciákat nem sorolják az École de Paris tagjai közé, de például a spanyol művészettörténészek besorolják Maurice Utrillót, aki Montmartre-on született, s a Montmartre-ot és Párizs utcáit, tereit, hídjait, templomait, külvárosait tárta képein a néző elé kiegyensúlyozott kompozíciókban, finom kolorittal és az atmoszféra mesteri tolmácsolásával.
A párizsi iskola tagjai nem tévesztendők össze azokkal, akik egy vagy két évre tanulmányútra mentek Párizsba, s további alkotói tevékenységüket hazájukban vagy más országban folytatták.
A 20. században már bőségesen működött a párizsi iskola Pablo Picassóval, Marc Chagallal, Amedeo Modiglianival az élen, de az elnevezés majd csak az 1920-as években született meg, bár az elnevezés régebben keletkezett, s azt vették elő újra. Már 14. században, majd a 18. században is használták ezt a fogalmat, amikor szintén arról volt szó, hogy tartós időre számos külföldi művészt vonzott Párizsba a francia képzőművészeti, elsősorban a festészeti mozgalom.

## Fő képviselőiből
- Alexander Archipenko (ukrán)
- Constantin Brâncuși (román)
- Marc Chagall (orosz)
- Czóbel Béla (magyar)
- Salvador Dalí (katalán-spanyol)
- Kees van Dongen (holland)
- Tsugouharu Foujita (japán)
- Albert Gleizes (francia)
- Juan Gris (spanyol)

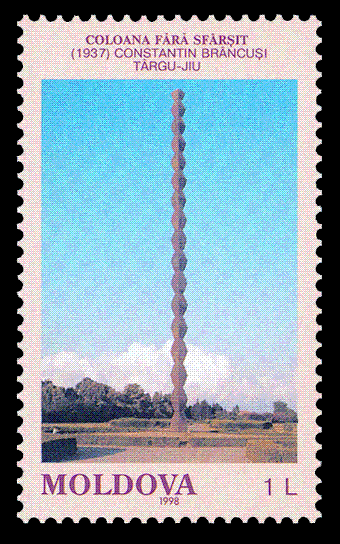
Constantin Brâncuși Végtelen oszlop című 1938-as köztéri műve bélyegen

- Hajdu István (szobrász) (erdélyi magyar)
- Hamza D. Ákos (magyar)
- Moïse Kisling (lengyel)
- Kolozsvári Zsigmond (magyar)
- Márffy Ödön (magyar)
- Joan Miró (spanyol-katalán)
- Amedeo Modigliani (olasz)
- Piet Mondrian (holland)
- Jules Pascin (spanyol és bolgár)
- Pablo Picasso (spanyol)
- Serge Poliakoff (kirgiz)
- Réth Alfréd (magyar)
- Chaim Soutine (litván)
- Maurice Utrillo (párizsi francia)